# تریسک
longitudeتریسکlatitudeتریسک
تریسک (به انگلیسی: Thirsk) یک منطقهٔ مسکونی در انگلستان است که در یورکشایر و هامبر واقع شده‌است.

## خصوصیات
تریسک ۴٬۹۹۸ نفر جمعیت دارد.